# 布劳恩韦勒
布劳恩韦勒是德国莱茵兰-普法尔茨州的一个市镇。总面积4.68平方公里，总人口614人，其中男性293人，女性321人（2011年12月31日），人口密度131人/平方公里。